# Niederwölz
Niederwölz é um município da Áustria, situado no distrito de Murau, no estado da Estíria. Tem 10,28 km² de área e sua população em 2019 foi estimada em 602 habitantes.